# Ana Margarida Arruda
Ana Margarida Arruda (Porto, 1955) é uma historiadora e arqueóloga portuguesa especializada na arqueologia fenício-púnica.